# Bolesław Siedlecki
Bolesław Siedlecki (ur. 2 lutego 1963, zm. 2020) – członek Solidarności Walczącej i Ruchu Młodej Polski, działacz opozycji antykomunistycznej.

## Początek działalności
Urodził się 2 lutego w 1963 roku w Czeladzi na Śląsku jako syn Józefa i Natalii z domu Pierzchały. Działalność antykomunistyczną rozpoczął jako młody chłopak w sierpniu 1980 r. na fali Karnawału „Solidarności”. Był wówczas uczniem trzeciej klasy Zasadniczej Szkoły Zawodowej Gdańskiej Stoczni Remontowej. Przez trzy dni w tygodniu odbywał praktyki w Stoczni „Wisła” a przez kolejne trzy dni naukę w szkole. Agitował uczniów na rzecz przystępowania do tworzącego się NSZZ „Solidarność”. Prawie codziennie po zajęciach szkolnych przychodził do siedziby gdańskiego MKZ i stojąc na zewnątrz przysłuchiwał się obradom działaczy oraz prawników tworzących punkty statutu Związku.
Poza agitacją w tym okresie, jako młody człowiek zajmował się kolportażem prasy, zbierał utwory poezji strajkowej i patriotycznej, które następnie wieczorami przepisywał odręcznie przez kalkę ołówkową i rozsyłał dalej do redakcji gazet i czasopism opozycyjnych. Dokumentował także fotograficznie napisy na murach z okresu strajków sierpniowych. Już jako młody chłopak działał prężnie w Ruchu Młodej Polski. Z tego powodu również został zatrzymany przez SB po raz pierwszy 13 grudnia 1981 r. po wyjściu z Bazyliki NMP w Gdańsku, gdzie uczestniczyłem w modlitwie za Ojczyznę, tradycyjnie prowadzoną przez uczestników Ruchu Młodej Polski. Na komisariacie milicji przy ul Piwnej w Gdańsku udawał jednak osobę z zaburzeniami i po dwóch godzinach został wypuszczony. Uczęszczał na tajne komplety samokształceniowe prowadzone przez Dariusza Kobzdeja w Gdańsku-Wrzeszczu. Przez cały 1981 rok działał także aktywnie kolportując prasę solidarnościową. W jego pokoju drukowano ulotki i wydawnictwa na matrycach białkowych a także przy użyciu techniki sitodrukowej. Ulotki rozrzucał najczęściej na Dworcu Gdańskim.
Po wprowadzeniu stanu wojennego zbierał datki pieniężne wśród stoczniowców na pomoc rodzinom internowanych, przekazując je następnie księdzu Henrykowi Jankowskiemu, proboszczowi parafii św. Brygidy w Gdańsku.
16 grudnia 1981 r. przekonał pozostałych stoczniowców ze stoczni gdańskiej „Wisła” do strajku, który w innych zakładach trwał już od 14 grudnia. W tym samym roku, próbując razem z innymi działaczami opozycji antykomunistycznej oddać hołd ofiarom wydarzeń grudniowych pod pomnikiem Ofiar Grudnia 70’ był uczestnikiem walk pomiędzy opozycjonistami, a ZOMO, torpedującym patriotów granatami gazowymi, petardami i bijąc pałkami. Jak wspominał sam Siedlecki w wywiadzie do obrony mieli tylko kamienie, a także odrzucane z powrotem w zomowców granaty.
9 stycznia 1982 roku wraz z działaczem KPN wziął udział w nocnej akcji demonstracyjno-zaopatrzeniowej w Szczytnie. Działacze dokonali włamania do obiektu koło Wyższej Szkoły Oficerskiej MSW w Szczytnie, pokrywając ściany wewnątrz budynku antykomunistycznymi hasłami (m.in. rysowali kotwicę Polski Walczącej). Następnie pociągiem wrócili przez Olsztyn do Gdańska niewykryci.
W tym samym okresie Bolesław Siedlecki zdecydował porzucić technikum mechaniczno-elektroniczne dla pracujących przy gdańskiej stoczni i poświęcić się w pełni działalności konspiracyjnej.
W marcu 1982 roku otrzymał wezwanie na rozprawę w sądzie Marynarki Wojennej w Gdyni. Oskarżenia dotyczyły siedemnastoletniej Anny Stawickiej z Ruchu Młodej Polski, która została aresztowana przez SB. Siedlecki zaparł się znajomości z Anną, nie obciążając jej w ten sposób. Nie wniósł nic do sprawy i został oddalony.
Od 2 kwietnia tego samego roku współorganizował Ruch Oporu Młodych w Trójmieście, obejmując kierownictwo sekcji małego sabotażu. W krótkim czasie udało mu się zwerbować dziesięć, sprawdzonych osób. W ciągu miesięcznej działalności grupie udało się wtargnąć na teren wielu obiektów strzeżonych (m.in. obiektów wojskowych), malując napisy antykomunistyczne i wolnościowe hasła na murach obiektów. Regularnie kolportowano także w ramach struktury m.in. pisma: "Biuletyn Polityczny", "Biuletyn Dolnośląski" i "Solidarność Walcząca".
1 maja 1982 roku został ponownie aresztowany przez grupę szturmową Milicji Obywatelskiej. Zatrzymanie miało miejsce w mieszkaniu podczas jednego ze spotkań Ruchu Oporu Młodych. Był bity i lżony. Grożono mu również. Przebywał wówczas w areszcie śledczym w Gdańsku przy ulicy Kurkowej. Wszczęto wówczas przeciwko niemu postępowanie karne w związku z zarzutami z art. 46 dekretu o stanie wojennym. Przesłuchiwany w więzieniu i bity nie poszedł na współpracę. W trakcie pobytu w więzieniu był dwukrotnie skazywany na siedmiodniowy pobyt w tzw. „kabarynie”, czyli izolatce – ciemnej i wilgotnej celi.
Pobyt w więzieniu Siedlecki wspominał podkreślając prymitywne warunki, jakie panowały w celach:
Okno było okratowane z siatka druciana i zasłonięte od zewnątrz blacha, tzw. „blinda”; w pogodny dzień promienie słońca wpadały górą jedynie wąskim na centymetr kosmykiem, nie dłużej niż półtorej godziny. Spałem na twardym łożu z desek przytwierdzanym w porze dziennej do ściany. Niewielki stolik i taboret były na trwale przymocowane do podłogi. […] Raz dziennie wyprowadzano mnie na krótki spacer (ok. 20 minut) do specjalnego, blaszanego kojca wielkości garażu dla „malucha”, w którym sklepienie wykonane było z siatki drucianej. Nad kojcem była kładka dla strażnika, który z góry dozorował spacerowicza. Na noc zabierano mi ubranie wierzchnie oraz buty i pozostawałem w samej bieliźnie mając do przykrycia się tylko cienki zgrzebny koc. W nocy, co godzinę strażnik robił obchód i zapalał światło.
Siedlecki był świadkiem i zarazem ofiarą różnych form represji, stosowanych przez służbę więzienną w celu złamania psychiki opozycjonistów, a w konsekwencji wydobycia jak największej liczby informacji na temat ich konspiracyjnej działalności. Jedną z najgorszych represji był tzw. „apel oświęcimski”, polegający na długim przetrzymywaniu rozebranych do naga więźniów w przeciągu na zimnej posadzce korytarza w pozycji „na baczność” oraz w asyście drwin i obelg, padających z ust strażników. W tym samym czasie cześć klawiszy przeszukiwała dokładnie cele oraz rzeczy osobiste więźniów. Wolność odzyskał w wyniku uchylenia aresztu tymczasowego przez sąd Sąd Wojewódzkiemu w Gdańsku, postanowieniem z 29 grudnia 1982 r.

## Działalność w Solidarności Walczącej
Po wyjściu z więzienia powrócił do działań w podziemiu. W październiku 1983 roku w wyniku najścia milicji został spisany i wypuszczony z aresztu. Na przełomie 1983 i 1984 współtworzył konspiracyjną organizację Polskiej Młodzieży Walczącej w Trójmieście i kraju. Został w niej szefem pionu wojskowego (krypto militarnego). W całym kraju udało mu się zwerbować 23 zaufanych działaczy (głównie młodzież robotniczą i studencką). Ideowo organizacja była związana z Solidarnością Walczącą. Dalej organizował też akcje sabotażowe.
Późną wiosną 1984 r. wystąpił z Polskiej Młodzieży Walczącej zasilając szeregi Solidarności Walczącej. Do organizacji zwerbował go Andrzej Kołodziej, z którym wówczas pracował dorywczo przy myciu okien. Zajmował się całością dowodzenia i pracy sztabowej na terenie Trójmiasta i całego kraju (jako dowódca Organizacji Wojskowej Solidarności Walczącej), m.in. planował samoobronę narodową, rozpoznaniem i wywiadem wojskowym oraz opracowywaniem materiałów szkoleniowych. Były to działania dywersyjno-obronne, Siedlecki nie akceptował bowiem wizji szturmowo-bojowej partyzantki, co było przyczyną jego odejścia z Polskiej Młodzieży Walczącej. Kolportował także prasę SW na terenie całego kraju. Współpracował z Oddziałem Trójmiasto SW, zawiązanym oficjalnie w grudniu 1984 r., m.in. z Romanem Zwiercanem, Ewą Kubasiewicz, czy Andrzejem Kołodziejem. 
Był wielokrotnie aresztowany przez SB i przeszukiwany wskutek donosów oraz wewnętrznych „wpadek” działaczy.
W Solidarności Walczącej był do jesieni 1989 roku. Następnie próbował przedostać się nielegalnie do Danii. Przekroczył w ten sposób granice Słowacji i Węgier. Tam jednak został pochwycony i odstawiony na polską granicę. Wówczas spróbował po raz drugi przekroczyć granicę, tym razem udało mu się dotrzeć do RFN i Danii. W Danii udało mu się otrzymać azyl do 7-go czerwca 1993 r. Następnie powrócił promem do Świnoujścia.

## III Rzeczpospolita
W III Rzeczypospolitej prowadził z powodzeniem przez lata działalność wydawniczą i reklamową. W okresie recesji w branży wydawniczej, w 2004 roku udał się na emigrację do Anglii.
16 maja 2010 roku, w Gdyni został odznaczony (wraz z 54 innymi działaczami) Krzyżem Wolności i Solidarności.